# Аннобонский язык
Аннобонский язык (или Фа д’Амбо́; порт. Fá d'Ambô, annobonense, Fla d'Ambu, Falar de Ano Bom, исп. annobonés) — это португалокреольский язык, на котором разговаривают на острове Аннобо́н (порт. Annobón) в Экваториальной Гвинее (см. Аннобонцы). Согласно оценкам, существует около 5600 носителей этого языка, из которых 5000 проживают в Экваториальной Гвинее.
После того, как в XV веке был открыт необитаемый остров Аннобон, португальцы стали завозить туда рабов из Анголы и Сан-Томе и Принсипи. Смешанные браки португальцев и африканских рабынь в числе прочего привели к тому, что португальский язык европейских колонистов постепенно трансформировался в креольский язык форру. По договору в Эль-Пардо произошёл обмен португальских владений на побережье Гвинейского залива на владения в Южной Америке, Остров Аннобон и территория современной Экваториальной Гвинеи перешли к Испании. При этом население Аннобона испытывало неудобства и враждебно относилось к установлению испанской администрации. Со временем местные жители приспособились к новой культуре и освоили испанский язык, что привело к новому витку метисации.
Аннобонский язык лексически совпадает с форру на 82 %. Около 10 % словаря имеет испанское происхождение. В ряде случаев точное происхождение слова невозможно определить из-за сходства языков-лексификаторов, поскольку испанский и португальский языки очень близки.
Алфавит на латинской основе: A a, B b, Ch ch, D d, Dj dj, E e, Ë ë, F f, G g, I i, J j, K k, L l, M m, N n, Ñ ñ, O o, Ö ö, P p, S s, Sh sh, T t, U u, V v, Z z, Zh zh.